# M93 raffica
De Beretta 93 Raffica, meestal afgekort tot Beretta 93R, is een door de Italiaanse wapenfabrikant Beretta ontworpen handvuurwapen. Het wapen heeft zowel een semiautomatische als een burst-stand. In de burst-stand vuurt het wapen drie projectielen per salvo, zogenaamde 'bursts'. Raffica betekent dan ook burst in het Italiaans.

## Ontwikkeling
De Raffica werd ontworpen uit de Beretta 92 om als dienstwapen te fungeren bij de anti-terreureenheden Nucleo Operativo Centrale di Sicurezza en Gruppo di Intervento Speciale. Er werd een drieschots burst-stand en een opklapbare voorgrip toegevoegd, zodat het wapen beter te controleren was. Later werd het wapen ook gebruikt door de Italiaanse politie en enkele legereenheden.